# Лаврики (Киевская область)
Лаврики (укр. Лаврики) — село, входит в Сквирский район Киевской области Украины в бассейне реки Березянка.
Население по переписи 2001 года составляло 377 человек. Почтовый индекс — 09054. Телефонный код — 4568. Занимает площадь 2,42 км². Код КОАТУУ — 3224081502.

## Местный совет
09053, Київська обл., Сквирський р-н, с. Горобіївка, бульвар Сквирський,11